# Sigmafunctie
De sigmafunctie, vaak genoteerd als {\displaystyle \sigma (n)}, is een wiskundige functie die de som van de positieve delers van een gegeven positief geheel getal n teruggeeft. Specifiek, voor elk positief geheel getal n, is {\displaystyle \sigma (n)} de som van alle positieve gehele getallen die n delen zonder rest.

## Definitie in Symbolen
Voor een positief geheel getal n, wordt {\displaystyle \sigma (n)} gedefinieerd als: {\displaystyle \sigma (n)=\sum _{d\mid n}d}, waarbij de som wordt genomen over alle positieve delers d van n.

### Voorbeelden
1. Voor n=6
  - De delers van 6 zijn 1, 2, 3 en 6.
  - Dus: {\displaystyle \sigma (6)=1+2+3+6=12}
2. Voor n=28
  - De delers van 28 zijn 1, 2, 4, 7, 14 en 28
  - Dus, {\displaystyle \sigma (28)=1+2+4+7+14+28=56}

### Eigenschappen
Multiplicatieve eigenschapDe sigmafunctie is multiplicatief maar niet volledig multiplicatief. Dit betekent dat als m en n relatief priem zijn (d.w.z. {\displaystyle \mathrm {ggd} (a,b)=1}), dan geldt: {\displaystyle \sigma (m\times n)=\sigma (m)\times \sigma (n)}
Relatie tot volmaakte getallenEen getal {\displaystyle n} wordt volmaakt genoemd als {\displaystyle \sigma (n)=2n}. Dit komt omdat de som van alle delers van een volmaakt getal (inclusief het getal zelf) precies twee keer het getal is.

### Formule voor Priemmachten
Voor een priemmacht {\displaystyle p^{k}} (waarbij p een priemgetal is en k een positief geheel getal), kan de sigmafunctie worden berekend met de formule: {\displaystyle \sigma (p^{k})=1+p+p^{2}+\dots +p^{k}={\frac {p^{k+1}-1}{p-1}}}

### Voorbeeldberekening met Priemmachten
Neem n=28:
- De priemfactorisatie van 28 is {\displaystyle 2^{2}\times 7^{1}}.
- Met behulp van de formule voor σ van priemmachten krijgen we: {\displaystyle \sigma (28)=\sigma (2^{2})\times \sigma (7)\to \sigma (2^{2})=1+2+4=7,\sigma (7)=1+7=8\to \sigma (28)=7\times 8=56}

De sigmafunctie is een belangrijke functie in de getaltheorie, vooral bij de studie van delers en volmaakte getallen.

## Oorsprong en Ontwikkeling

### Oudheid
De studie van delers van getallen gaat terug tot de oude Griekse wiskundigen, zoals Euclides. In zijn werk Elementen beschrijft Euclides verschillende eigenschappen van getallen en hun delers. Hij introduceerde ook het concept van volmaakte getallen, die nauw verbonden zijn met de sigmafunctie.

### Middeleeuwen en Renaissance
Wiskundigen in de Islamitische Gouden Eeuw en de Europese Renaissance bouwden voort op de Griekse werken. Ze onderzochten de eigenschappen van getallen verder, inclusief de som van delers.

### 17e en 18e Eeuw
Pierre de Fermat en Marin Mersenne waren belangrijke figuren in deze periode. Mersenne-priemgetallen, die een rol spelen bij het vinden van volmaakte getallen, werden naar Mersenne vernoemd. Fermat en anderen onderzochten de relatie tussen priemgetallen en volmaakte getallen.

### Leonhard Euler
Leonhard Euler, een van de grootste wiskundigen van de 18e eeuw, heeft veel bijgedragen aan de theorie van getallen. Hij ontwikkelde formules voor de sigmafunctie en bestudeerde hun eigenschappen. Hij bewees dat elke even volmaakte getal de vorm 2p−1(2p−1) heeft, waarbij 2p−1 een priemgetal is.

### Getaltheorie
De sigmafunctie speelt een cruciale rol in de getaltheorie, een tak van de wiskunde die zich bezighoudt met de eigenschappen en relaties van gehele getallen. Carl Friedrich Gauss en andere getaltheoretici hebben veel werk verricht in dit gebied.

### Rekenkundige functies
De sigmafunctie is een voorbeeld van een rekenkundige functie, een functie die een geheel getal associeert met een andere waarde gebaseerd op de eigenschappen van het getal. Andere voorbeelden zijn de {\displaystyle \tau }-getallen (die het aantal delers van een getal geeft) en de Euler's totient-functie (die het aantal getallen kleiner dan en relatief priem aan een gegeven getal geeft).

## Toepassingen en Betekenis

### Volmaakte getallen
De sigmafunctie is essentieel voor het identificeren van volmaakte getallen. Elk volmaakt getal n voldoet aan de vergelijking σ(n)=2n.

### Algemene Getaltheorie
De sigmafunctie helpt wiskundigen de eigenschappen van getallen beter te begrijpen, zoals hun delers en de som van deze delers. Dit heeft toepassingen in zowel pure als toegepaste wiskunde.

### Cryptografie
Hoewel de sigmafunctie zelf niet direct in cryptografie wordt gebruikt, zijn de getaltheoretische concepten die ermee verbonden zijn, zoals priemgetallen, cruciaal voor moderne encryptietechnieken.